# Praemastus albicinctus
Praemastus albicinctus är en fjärilsart som beskrevs av De Toulgoët 1990. Praemastus albicinctus ingår i släktet Praemastus och familjen björnspinnare. Inga underarter finns listade i Catalogue of Life.